# Sclerocactus glaucus
Sclerocactus glaucus ist eine Pflanzenart der Gattung Sclerocactus in der Familie der Kakteengewächse (Cactaceae). Der botanische Name glaucus wurde für die typische blau-grüne Habitusfarbe ausgewählt. Ein englischer Trivialname ist „Uinta Basin Hookless Cactus“.
Sclerocactus glaucus ist gefährdet und in Anhang I des Washingtoner Artenschutzabkommens zum Schutz gefährdeter Arten aufgenommen.

## Beschreibung
Der kugel- bis eiförmig wachsende Sclerocactus glaucus erreicht Wuchshöhen 5 bis 10 cm lang und Durchmesser von 5 bis 8 cm. Die trichterförmigen, rosa Blüten weisen eine Länge und einen Durchmesser von 3 bis 6 cm auf. Die Blühperiode beginnt Ende April.
Sclerocactus glaucus ist nahe verwandt mit Sclerocactus wrightiae und Sclerocactus parviflorus und ist ein Vertreter der Sektion Parviflori. Die pubescente Bedornung in der juvenilen Phase ist ein bedeutendes Merkmal dieser Art. Sie unterscheidet sich von der juvenilen Bedornung von Sclerocactus wetlandicus und Sclerocactus parviflorus.

## Verbreitung
Sclerocactus glaucus ist auf der Grand Mesa in Colorado nahe dem Colorado River und Gunnison Rivers auf flachen, steinigen, lehmigen Hügeln in Höhenlagen zwischen 1400 und 2000 Metern angesiedelt. Vergesellschaftet ist diese Art oft mit Pediocactus simpsonii, Escobaria missouriensis, Echinocereus triglochidiatus f. inermis und diversen Yucca- und Opuntia-Arten.

## Systematik
Die Erstbeschreibung als Echinocactus glaucus durch Karl Moritz Schumann wurde 1898 veröffentlicht. Joseph Anton Purpus hatte den Namen jedoch bereits 1895 in einem kurzen Artikel erwähnt. Der amerikanische Botaniker J. Whitman Evans stellte sie 1939 als Sclerocactus franklinii in die Gattung Sclerocactus. Die gültige Beschreibung wurde von Lyman David Benson 1966 veröffentlicht.

## Gefährdung
In der Roten Liste gefährdeter Arten der IUCN wird die Art als „Least Concern (LC)“, d. h. als nicht gefährdet geführt.

## Bilder
Sclerocactus glaucus in Colorado:

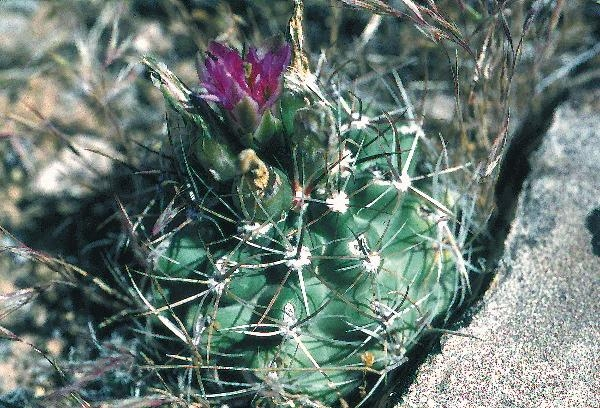
Gedrückt kugeliges Exemplar.
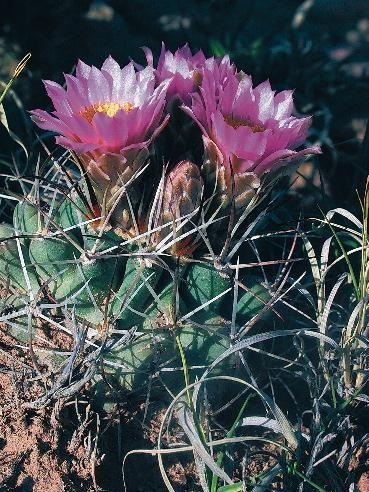
In voller Blüte.
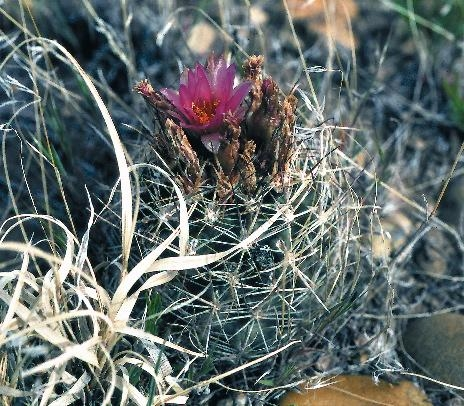
In Gramma Gras.
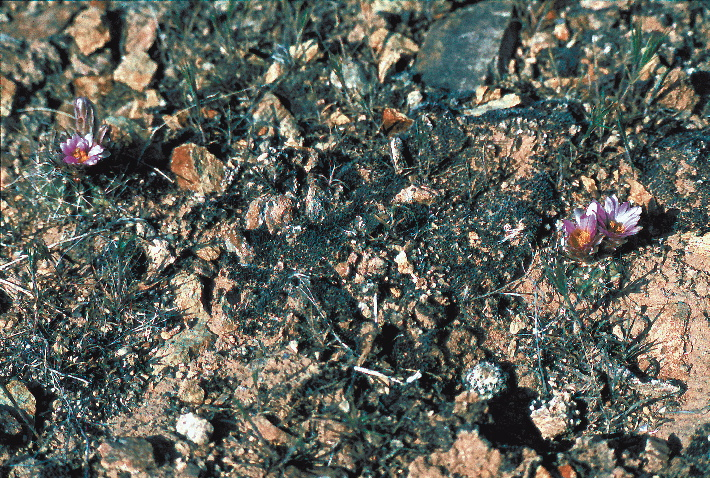
Jungpflanzen mit Blüte.